# 猪川朱美
猪川 朱美（いのかわ あけみ）は、日本の漫画家。女性。

## 作品リスト

### 連載
- 晴明。（『ネムキ』2000年3月号 - 2005年1月号）
- 鵺の絵師（『Nemuki+』2013年7月号 - 2024年5月号[1]）
- 川辺のエヴァと異人たち（『Nemuki+』2025年9月号[2] - 連載中）

### 読み切り
- 怪的キャンパスライフ（『ほんとにあった怖い話』1995年11月号） - 『汀 -彼岸の情景-』に収録。
- ○○○○の缶詰（『ネムキ』2005年7月号） - 『オルゴール☆ドール』に収録。
- オルゴール・ドール（『ネムキ』2006年1月号） - 『オルゴール☆ドール』に収録。
- リコーダー（『ネムキ』2006年3月号） - 『オルゴール☆ドール』に収録。
- 幼い眼（『ほんとにあった怖い話』2007年1月号） - 『汀 -彼岸の情景-』に収録。
- アイ ラブ パパ（『ネムキ』2007年3月号） - 『オルゴール☆ドール』に収録。
- 汀 -みぎわ-（『ほんとにあった怖い話』2007年9月号） - 『汀 -彼岸の情景-』に収録。
- どうしてほしいの？（『ほんとにあった怖い話』2008年7月号） - 『汀 -彼岸の情景-』に収録。
- 床下の記憶（『ほんとにあった怖い話』2009年3月号） - 『汀 -彼岸の情景-』に収録。
- とらわれびと（『ほんとにあった怖い話』2009年7月号） - 『汀 -彼岸の情景-』に収録。
- 神々の山 魔境の嶺（原作：安曇潤平、『HONKOWA』2017年5月号） - 『山怪談』に収録[3]。

### 書籍
- 『晴明。』、朝日ソノラマ〈眠れぬ夜の奇妙な話コミックス〉2000年 - 2005年、全6巻
  1. 2000年12月1日発売、ISBN 4-257-90427-5
  2. 2001年12月1日発売、ISBN 4-257-90448-8
  3. 2002年9月1日発売、ISBN 4-257-90457-7
  4. 2003年7月1日発売、ISBN 4-257-90473-9
  5. 2004年3月1日発売、ISBN 4-257-90497-6
  6. 2005年2月1日発売、ISBN 4-257-90523-9
- 『オルゴール☆ドール』朝日新聞社〈眠れぬ夜の奇妙な話コミックス〉、2007年11月7日発売、ISBN 978-4-02-213105-8、短編集
- 『汀 -彼岸の情景-』朝日新聞社〈ほんとにあった怖い話コミックス〉、2009年7月7日発売、ISBN 978-4-02-275253-6、短編集
- 『鵺の絵師』、朝日新聞出版〈Nemuki+コミックス〉2015年 - 2024年、全14巻
  1. 2015年2月6日発売[4]、ISBN 978-4-02-214163-7
  2. 2015年2月6日発売[5]、ISBN 978-4-02-214164-4
  3. 2015年6月5日発売[6]、ISBN 978-4-02-214176-7
  4. 2016年6月7日発売[7]、ISBN 978-4-02-214199-6
  5. 2017年6月7日発売[8]、ISBN 978-4-02-214229-0
  6. 2018年6月7日発売[9]、ISBN 978-4-02-214254-2
  7. 2019年3月7日発売[10]、ISBN 978-4-02-214271-9
  8. 2020年2月20日発売[11]、ISBN 978-4-02-214291-7
  9. 2020年12月18日発売[12]、ISBN 978-4-02-214307-5
  10. 2021年10月20日発売[13]、ISBN 978-4-02-214332-7
  11. 2022年6月20日発売[14]、ISBN 978-4-02-214341-9
  12. 2023年4月24日発売[15]、ISBN 978-4-02-214375-4
  13. 2024年2月20日発売[16]、ISBN 978-4-02-214389-1
  14. 2024年8月7日発売[17]、ISBN 978-4-02-214400-3

## その他
- 朝日ソノラマ出版「ほんとにあった怖い話コミックス」シリーズで一般読者から投稿された心霊体験談の漫画化を数多く担当。そのうち数作品は掲載発行年からかなりの歳月を経た後、フジテレビ系番組「ほんとにあった怖い話」で実写ドラマ化されている。（「預言者の余波」「赤い服の女」「訪う人々」など）

※ただしこの実写ドラマ作品では各話タイトルは漫画版の原題が使用されているが、ストーリー細部は制作側によりシナリオ改変が加えられた映像作品となっている。
- 漫画家・碧也ぴんくのアシスタントをしていた経歴を持つ